# Hong Hyun-seok
Hong Hyun-seok (홍현석?; Seul, 16 giugno 1999) è un calciatore sudcoreano, centrocampista del Nantes e della nazionale sudcoreana.

## Carriera
Cresciuto nel settore giovanile dell'Ulsan Hyundai, nel 2018 viene prestato all'Unterhaching con cui gioca 7 incontri nella terza divisione tedesca; l'anno seguente passa in Austria al LASK che lo aggrega alla propria squadra affiliata del Juniors OÖ.
Nel 2024 passa al Magonza.
Il 30 luglio 2025, invece, passa in prestito con diritto di riscatto al Nantes.
Il 17 agosto seguente debutta con la maglia dei canarini, in occasione della prima gara di campionato persa 0-1 contro il Paris Saint-Germain.

## Statistiche
Statistiche aggiornate al 17 agosto 2025.

### Presenze e reti nei club
| Stagione          | Squadra           | Campionato        | Campionato | Campionato | Coppe nazionali | Coppe nazionali | Coppe nazionali | Coppe continentali | Coppe continentali | Coppe continentali | Altre coppe | Altre coppe | Altre coppe | Totale | Totale | Totale |
| Stagione          | Squadra           | Comp              | Pres       | Reti       | Comp            | Pres            | Reti            | Comp               | Pres               | Reti               | Comp        | Pres        | Reti        | Pres   | Reti   |        |
| ----------------- | ----------------- | ----------------- | ---------- | ---------- | --------------- | --------------- | --------------- | ------------------ | ------------------ | ------------------ | ----------- | ----------- | ----------- | ------ | ------ | ------ |
| 2018-2019         | Unterhaching      | 3L                | 7          | 0          | CG              | 0               | 0               | -                  | -                  | -                  | -           | -           | -           | 7      | 0      |        |
| 2019-2020         | Juniors OÖ        | 2L                | 28         | 0          | CA              | 2               | 0               | -                  | -                  | -                  | -           | -           | -           | 30     | 0      |        |
| 2020-2021         | Juniors OÖ        | 2L                | 24         | 1          | CA              | -               | -               | -                  | -                  | -                  | -           | -           | -           | 24     | 1      |        |
| Totale Juniors OÖ | Totale Juniors OÖ | Totale Juniors OÖ | 52         | 1          |                 | 2               | 0               |                    | -                  | -                  |             | -           | -           | 54     | 1      |        |
| 2021-2022         | LASK              | BL                | 24         | 0          | CA              | 4               | 0               | UEL                | 12                 | 1                  |             | -           | -           | 40     | 1      |        |
| lug.-ago. 2022    | LASK              | BL                | 3          | 0          | CA              | 1               | 0               | -                  | -                  | -                  |             | -           | -           | 4      | 0      |        |
| Totale LASK       | Totale LASK       | Totale LASK       | 27         | 0          |                 | 5               | 0               |                    | 12                 | 1                  |             | -           | -           | 44     | 1      |        |
| 2022-2023         | Gent              | PL                | 31+6       | 5+1        | CB              | 3               | 2               | UEL+UECL           | 2+12               | 0+1                |             | -           | -           | 54     | 9      |        |
| 2023-2024         | Gent              | PL                | 20+10      | 4+1        | CB              | 2               | 1               | UECL               | 11                 | 1                  | -           | 1           | 0           | 43     | 7      |        |
| lug.-ago. 2024    | Gent              | PL                | 3          | 0          | CB              | 0               | 0               | UECL               | 4                  | 2                  | -           | 1           | 0           | 7      | 2      |        |
| Totale Gent       | Totale Gent       | Totale Gent       | 70         | 11         |                 | 5               | 3               |                    | 29                 | 4                  |             | -           | -           | 104    | 18     |        |
| 2024-2025         | Magonza           | BL                | 23         | 0          | CG              | 0               | 0               | -                  | -                  | -                  | -           | -           | -           | 23     | 0      |        |
| 2025-2026         | Nantes            | L1                | 1          | 0          | CF              | 0               | 0               | -                  | -                  | -                  | -           | -           | -           | 1      | 0      |        |
| Totale carriera   | Totale carriera   | Totale carriera   | 180        | 12         |                 | 12              | 3               |                    | 41                 | 5                  |             | -           | -           | 233    | 20     |        |

## Palmarès
- Giochi asiatici: 1

2022